# Río Pskem
El Pskem ( en ruso: Пскем ) o Piskom ( en uzbeko: Piskom ) es un río de la región de Tashkent en Uzbekistán en las montañas Pskem.
El río recorre 149 km (incluyendo su río de origen, el Oygaying) hacia el suroeste y tiene una cuenca de 2.830 km². El río Pskem nace en los glaciares de la cordillera de Talas Alatau, en Kazajistán. En su curso superior fluye por un estrecho desfiladero rocoso y luego recorre más de 40 km por el valle del Pskem. El valle del río está delimitado por la cordillera de Ugam (al norte) y la de Pskem (al sur). En las riberas del río en el valle hay matorrales de arbustos y manzanos, perales, albaricoques y ciruelos, junto con pequeñas arboledas de nogales. Las orillas del río albergan notables poblaciones de puercoespines, zorros, marmotas, cerdos salvajes y osos pardos, así como numerosas especies de aves.

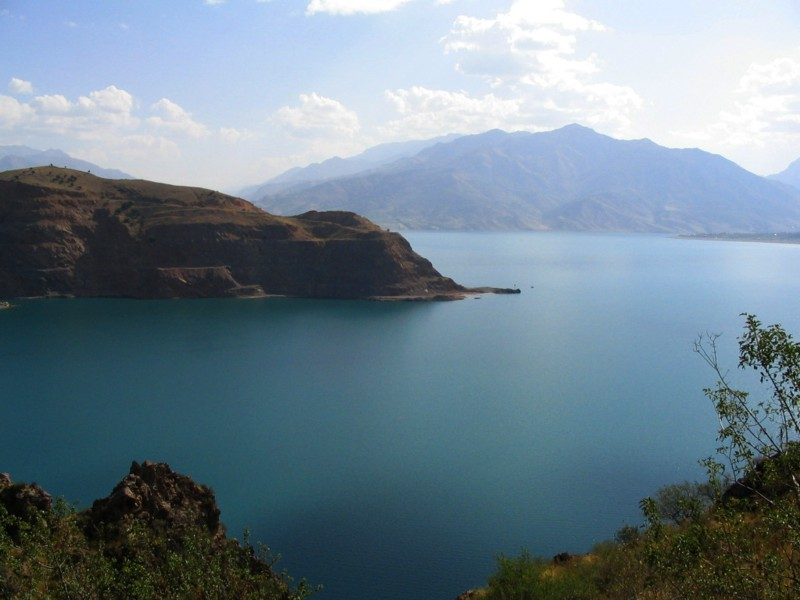
El río desemboca en el lago Charvak

El río desemboca en el lago Charvak, que es drenado por el río Chirchiq . Sus afluentes son el Aksarsay y otros ríos. El turismo ha aumentado en la zona en los últimos años con rafting y kayak en el río.